# قرن آل مشدق (مودية)

تعديل مصدري - تعديل

قرن آل مشدق هي إحدى قرى عزلة مودية بمديرية مودية التابعة لمحافظة أبين، بلغ تعداد سكانها 79 نسمة حسب تعداد اليمن لعام 2004.